# Tiro com arco nos Jogos Olímpicos de Verão de 2020 - Equipes masculinas
A competição por equipes masculinas do tiro com arco nos Jogos Olímpicos de Verão de 2020 foi disputada em 23 e 26 de julho de 2021 no Parque de Yumenoshima, em Tóquio. Um total de 36 arqueiros de 12 Comitês Olímpicos Nacionais (CON) participaram do evento.

## Qualificação
Doze equipes se classificaram para o evento por equipes masculinas. Os oito principais CONs no Campeonato Mundial de Tiro com Arco de 2019 se qualificaram diretamente. Uma vaga foi reservada para o país anfitrião, Japão; o torneio final de qualificação olímpica de 2021 concederia três ou quatro vagas, dependendo se o Japão se classificasse pelo Campeonato Mundial. Como o Japão não o fez, três vagas foram distribuídas no torneio final de qualificação.
As equipes que se classificaram também receberam três vagas de qualificação automática para seus membros no evento individual.

## Formato
Tal como nos outros eventos de tiro com arco, as equipes masculinas competem com arco recurvo e na distância e regras de 70 metros aprovadas pela World Archery. 12 equipes de 3 arqueiros cada participam das fases eliminatórias. A competição começa com a fase de ranqueamento, na qual cada arqueiro atira 72 flechas (esta é a mesma fase de ranqueamento usada para a prova individual masculina). As pontuações combinadas são usadas para definir as equipes na chave de eliminação única, com as quatro melhores avançando diretamente para as quartas de final. Cada partida consiste em quatro conjuntos de 6 flechas, duas por arqueiro. A equipe com maior pontuação no set – total das seis flechas – recebe dois pontos de set; se as equipes estiverem empatadas, cada uma recebe um ponto de set. A primeira equipe com cinco pontos vence a partida. Se a partida estiver empatada em 4–4 após 4 sets, um desempate é usado com cada arqueiro da equipe atirando uma flecha; se a pontuação do set de desempate permanecer empatada, a flecha mais próxima do centro vence.

## Calendário
Horário local (UTC+9)
| Data                | Horário                      | Fase                                                                   |
| ------------------- | ---------------------------- | ---------------------------------------------------------------------- |
| 23 de julho de 2021 | 13:00                        | Fase de ranqueamento                                                   |
| 26 de julho de 2021 | 9:30 13:45 15:15 16:15 16:40 | Oitavas de final Quartas de final Semifinais Disputa pelo bronze Final |

## Medalhistas
|  | KOR Coreia do Sul                   |  | TPE Taipé Chinês                           |  | JPN Japão                                 |
|  | Kim Woo-jin Oh Jin-hyek Kim Je-deok |  | Deng Yu-cheng Tang Chih-chun Wei Chun-heng |  | Takaharu Furukawa Yuki Kawata Hiroki Muto |

## Recordes
Antes desta competição, os seguintes recordes eram estabelecidos:
| Fase de ranqueamento – 216 flechas | Fase de ranqueamento – 216 flechas                 | Fase de ranqueamento – 216 flechas | Fase de ranqueamento – 216 flechas | Fase de ranqueamento – 216 flechas |
| ---------------------------------- | -------------------------------------------------- | ---------------------------------- | ---------------------------------- | ---------------------------------- |
| Recorde mundial                    | Coreia do Sul Im Dong-hyun Kim Bub-min Oh Jin-hyek | 2087                               | Londres                            | 27 de julho de 2012                |
| Recorde olímpico                   | Coreia do Sul Im Dong-hyun Kim Bub-min Oh Jin-hyek | 2087                               | Londres                            | 27 de julho de 2012                |

## Resultados

### Fase de ranqueamento
| Pos. | CON                | Arqueiros                                             | Total | 10s | Xs |
| ---- | ------------------ | ----------------------------------------------------- | ----- | --- | -- |
| 1    | KOR Coreia do Sul  | Kim Woo-jin Oh Jin-hyek Kim Je-deok                   | 2049  | 119 | 56 |
| 2    | NED Países Baixos  | Gijs Broeksma Steve Wijler Sjef van den Berg          | 2012  | 96  | 35 |
| 3    | CHN China          | Li Jialun Wang Dapeng Wei Shaoxuan                    | 2011  | 94  | 25 |
| 4    | JPN Japão          | Takaharu Furukawa Yuki Kawata Hiroki Muto             | 1988  | 86  | 23 |
| 5    | USA Estados Unidos | Jack Williams Brady Ellison Jacob Wukie               | 1987  | 89  | 29 |
| 6    | TPE Taipé Chinês   | Deng Yu-cheng Tang Chih-chun Wei Chun-heng            | 1985  | 83  | 25 |
| 7    | INA Indonésia      | Riau Ega Agatha Arif Dwi Pangestu Alviyanto Prastyadi | 1979  | 81  | 27 |
| 8    | KAZ Cazaquistão    | Denis Gankin Sanzhar Mussayev Ilfat Abdullin          | 1973  | 83  | 31 |
| 9    | IND Índia          | Atanu Das Pravin Jadhav Tarundeep Rai                 | 1961  | 72  | 18 |
| 10   | GBR Grã-Bretanha   | Tom Hall Patrick Huston James Woodgate                | 1959  | 67  | 27 |
| 11   | AUS Austrália      | David Barnes Ryan Tyack Taylor Worth                  | 1949  | 69  | 27 |
| 12   | FRA França         | Thomas Chirault Pierre Plihon Jean-Charles Valladont  | 1941  | 65  | 22 |

### Fase eliminatória
Toda essa fase, das oitavas de final até a definição dos medalhistas, ocorreu em 26 de julho de 2021.
| Oitavas de final | Oitavas de final   | Oitavas de final | Oitavas de final | Oitavas de final | Oitavas de final | Oitavas de final | Oitavas de final |  |   | Quartas de final  | Quartas de final   | Quartas de final | Quartas de final | Quartas de final | Quartas de final | Quartas de final | Quartas de final |  |   | Semifinais        | Semifinais | Semifinais | Semifinais | Semifinais | Semifinais | Semifinais | Semifinais |  |                     | Final               | Final               | Final               | Final               | Final               | Final               | Final               | Final |
|                  |                    |                  |                  |                  |                  |                  |                  |  |   |                   |                    |                  |                  |                  |                  |                  |                  |  |   |                   |            |            |            |            |            |            |            |  |                     |                     |                     |                     |                     |                     |                     |                     |       |
|                  |                    |                  |                  |                  |                  |                  |                  |  |   |                   |                    |                  |                  |                  |                  |                  |                  |  |   |                   |            |            |            |            |            |            |            |  |                     |                     |                     |                     |                     |                     |                     |                     |       |
|                  |                    |                  |                  |                  |                  |                  |                  |  |   | 1                 | KOR Coreia do Sul  | 6                | 59               | 59               | 56               |                  |                  |  |   |                   |            |            |            |            |            |            |            |  |                     |                     |                     |                     |                     |                     |                     |                     |       |
| 9                | IND Índia          | 6                | 55               | 52               | 56               | 55               |                  |  | 9 | IND Índia         | 0                  | 54               | 57               | 54               |                  |                  |                  |  |   |                   |            |            |            |            |            |            |            |  |                     |                     |                     |                     |                     |                     |                     |                     |       |
| 8                | KAZ Cazaquistão    | 2                | 54               | 51               | 57               | 54               |                  |  |   |                   |                    |                  |                  |                  |                  |                  |                  |  | 1 | KOR Coreia do Sul | 5          | 58         | 54         | 58         | 53         | 28+        |            |  |                     |                     |                     |                     |                     |                     |                     |                     |       |
| 5                | USA Estados Unidos | 6                | 52               | 55               | 58               |                  |                  |  |   |                   |                    |                  |                  |                  |                  |                  |                  |  | 4 | JPN Japão         | 4          | 54         | 55         | 55         | 56         | 28         |            |  |                     |                     |                     |                     |                     |                     |                     |                     |       |
| 12               | FRA França         | 0                | 51               | 45               | 54               |                  |                  |  |   | 5                 | USA Estados Unidos | 1                | 52               | 53               | 53               |                  |                  |  |   |                   |            |            |            |            |            |            |            |  |                     |                     |                     |                     |                     |                     |                     |                     |       |
|                  |                    |                  |                  |                  |                  |                  |                  |  | 4 | JPN Japão         | 5                  | 55               | 53               | 55               |                  |                  |                  |  |   |                   |            |            |            |            |            |            |            |  |                     |                     |                     |                     |                     |                     |                     |                     |       |
|                  |                    |                  |                  |                  |                  |                  |                  |  |   |                   |                    |                  |                  |                  |                  |                  |                  |  |   |                   |            |            |            |            |            |            |            |  |                     | 1                   | KOR Coreia do Sul   | 6                   | 59                  | 60                  | 56                  |                     |       |
|                  |                    |                  |                  |                  |                  |                  |                  |  |   |                   |                    |                  |                  |                  |                  |                  |                  |  |   |                   |            |            |            |            |            |            |            |  |                     | 6                   | TPE Taipé Chinês    | 0                   | 55                  | 58                  | 55                  |                     |       |
|                  |                    |                  |                  |                  |                  |                  |                  |  |   | 3                 | CHN China          | 1                | 55               | 50               | 54               |                  |                  |  |   |                   |            |            |            |            |            |            |            |  |                     |                     |                     |                     |                     |                     |                     |                     |       |
| 11               | AUS Austrália      | 4                | 53               | 53               | 57               | 52               | 27               |  | 6 | TPE Taipé Chinês  | 5                  | 55               | 54               | 56               |                  |                  |                  |  |   |                   |            |            |            |            |            |            |            |  |                     |                     |                     |                     |                     |                     |                     |                     |       |
| 6                | TPE Taipé Chinês   | 5                | 48               | 55               | 55               | 58               | 28               |  |   |                   |                    |                  |                  |                  |                  |                  |                  |  | 6 | TPE Taipé Chinês  | 6          | 56         | 54         | 59         |            |            |            |  |                     |                     |                     |                     |                     |                     |                     |                     |       |
| 7                | INA Indonésia      | 0                | 51               | 52               | 51               |                  |                  |  |   |                   |                    |                  |                  |                  |                  |                  |                  |  | 2 | NED Países Baixos | 0          | 53         | 52         | 55         |            |            |            |  |                     |                     |                     |                     |                     |                     |                     |                     |       |
| 10               | GBR Grã-Bretanha   | 6                | 55               | 53               | 55               |                  |                  |  |   | 10                | GBR Grã-Bretanha   | 3                | 54               | 57               | 50               | 54               |                  |  |   |                   |            |            |            |            |            |            |            |  | Disputa pelo bronze | Disputa pelo bronze | Disputa pelo bronze | Disputa pelo bronze | Disputa pelo bronze | Disputa pelo bronze | Disputa pelo bronze | Disputa pelo bronze |       |
|                  |                    |                  |                  |                  |                  |                  |                  |  | 2 | NED Países Baixos | 5                  | 54               | 56               | 54               | 57               |                  |                  |  |   |                   |            |            |            |            |            |            |            |  | 4                   | JPN Japão           | 5                   | 55                  | 54                  | 53                  | 57                  | 28+                 |       |
|                  |                    |                  |                  |                  |                  |                  |                  |  |   |                   |                    |                  |                  |                  |                  |                  |                  |  |   |                   |            |            |            |            |            |            |            |  |                     | 2                   | NED Países Baixos   | 4                   | 58                  | 52                  | 57                  | 56                  | 28    |